# Ludwig Goiginger
Ludwig Goiginger (Verona, 11 agosto 1863 – Neustift, 28 agosto 1931) è stato un generale austro-ungarico della prima guerra mondiale.
Prestò servizio in tutti i principali teatri della Grande Guerra. Combatté prima sul fronte russo e successivamente su quello italiano, finché nel 1916 fu trasferito, in qualità di esperto di guerra in montagna, sul fronte della Romania. In seguito tornò al fronte italiano, dove rimase fino al luglio 1918, quando fu nominato comandante delle truppe austro-ungariche sul fronte occidentale.

## Biografia

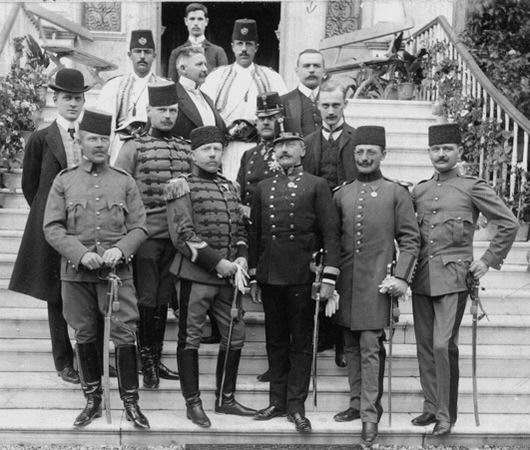
Missione militare austro-ungarica a Skopje guidata da Wladimir Giesl von Gieslingen e Alfred Rappaport von Arbengau, 1903-1907 circa

### Primi anni
Dopo essersi diplomato al liceo a Salisburgo, nel 1881 entrò nella scuola per cadetti genieri militari a Vienna. Nel 1884 si unì al Reggimento 2 del Genio a Krems e divenne tenente. Dopo aver frequentato l'Accademia di Guerra dal 1888 al 1890, fu assegnato allo Stato Maggiore Generale come aiutante di campo e ricevette un posto fisso nel 1893. Fu nominato colonnello nel 1906. Dal 1907 al 1908 fu "assistente militare" nella missione austro-ungarica, parte di una missione internazionale responsabile della supervisione della gendarmeria ottomana in Macedonia, e combatté le bande armate intorno a Skopje nel Vilayet del Kosovo. Dopo più di 20 anni di attività di staff, il 27 febbraio 1912 assunse il comando della neonata 122ª Brigata di fanteria a Brunico, che fu assegnata in tempo di pace all'8ª Divisione di fanteria (Feldmarschallleutnant Johann Freiherr von Kirchbach auf Lauterbach) e fu promosso a maggior generale nel maggio 1912.

### Prima guerra mondiale

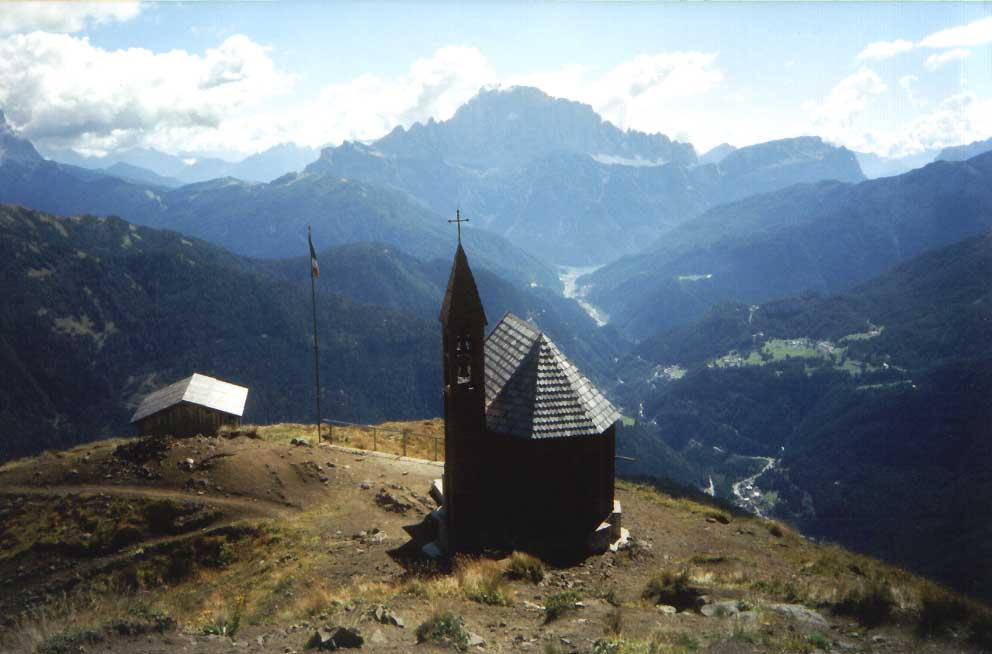
Cappella del Col di Lana

Durante la mobilitazione dell'agosto 1914, la 122ª Brigata (1º Reggimento K.u.k. Feldjäger) e l'87ª Brigata di fanteria furono raggruppati nella nuova 44ª Divisione di fanteria Landwehr da Heinrich Tschurtschenthaler, che faceva parte del XIV Corpo austro-ungarico sul fronte orientale in Galizia, nell'area dell'odierna Rava-Rus'ka. Il 1º ottobre fu nominato comandante della 32ª Divisione di fanteria annessa alla 2ª Armata comandata dal generale Eduard von Böhm-Ermolli. Durante l'inverno 1914-1915, gli fu dato il comando del Gruppo Goiginger, inclusa la sua divisione, e della 104ª Brigata di Landsturm, impegnata nella battaglia dei Carpazi. Nel marzo 1915 assunse per qualche tempo il comando della 44ª Divisione Landwehr del XVIII Corpo comandato dal generale Alfred von Ziegler. Il 9 maggio 1915 fu nominato Feldmarschallleutnant.

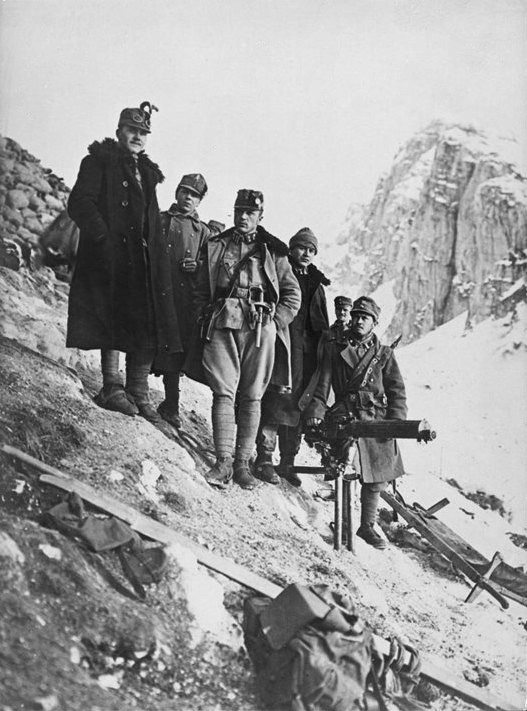
Soldati austro-ungarici nelle Alpi con una mitragliatrice Maxim catturata, 1916-1917 circa

Con l'ingresso dell'Italia nella prima guerra mondiale, fu inviato sul fronte italiano dove il 5 giugno 1915 ricevette il comando della Divisione Val Pusteria nel V Distretto del comando di difesa del Tirolo sotto l'autorità del General der Kavallerie Viktor Dankl von Krasnik. Servì sul fronte delle Dolomiti. Il 17 aprile 1916, al Col di Lana, nel suo settore di comando, l'esplosione di un passaggio minato causato da genieri italiani travolse un'intera compagnia di Kaiserjäger.
Alla fine dell'agosto 1916, con l'entrata in guerra del Regno di Romania, fu inviato in Transilvania. Il 12 ottobre 1916 fu nominato comandante della 73ª Divisione annessa alla 9ª Armata tedesca comandata dal generale Konrad Krafft von Dellmensingen.
Dopo vittoriosi combattimenti sul fronte rumeno, Goiginger fu rimandato sul fronte italiano. Il 20 giugno 1917 fu incaricato da Franz Conrad von Hötzendorf a riconquistare il Monte Ortigara, occupato dagli Alpini della 52ª Divisione alpina il giorno precedente durante la battaglia del monte Ortigara. Portò a compimento l'incarico cinque giorni dopo il 25 giugno 1917. Comandò la 60ª Divisione nei momenti decisivi dei combattimenti sul Monte San Gabriele, sull'Isonzo. Durante l'undicesima battaglia dell'Isonzo, il 22 agosto 1917, la sua difesa del Monte Jelenik gli valse la Medaglia d'oro al coraggio. Durante la battaglia di Caporetto, la 60ª Divisione, integrata nell'Armeegruppe Kosak (2ª Armata dell'Isonzo, generale Johann von Henriquez), partecipò all'offensiva tedesco-austro-ungarica che mise in rotta la 2ª Armata italiana. L'8 marzo 1918 fu nominato comandante del XXIV Corpo comprendente la 55ª e la 60ª Divisione e parte della 94ª, nel territorio del Monte Grappa.
Nel giugno 1918 il corpo di Goiginger partecipò alla battaglia del solstizio, ultimo tentativo degli Imperi centrali di decidere le sorti sul fronte italiano. Occupò una testa di ponte nel Montello e, il 19 giugno, respinse un contrattacco italiano, catturando 12 000 soldati e 84 cannoni. Il generale Svetozar Borojević, comandante del fronte, trovò il modo di sfruttare la posizione del Montello come base per la prossima offensiva. Ma Erich Ludendorff, capo dell'Alto Stato Maggiore tedesco, disse che la Germania non poteva fornire risorse aggiuntive perché doveva dedicare tutte le sue riserve al fronte occidentale. Dopo essersi consultato con il capo di stato maggiore austro-ungarico Arthur Arz von Straussenburg, l'imperatore Carlo decise il 20 giugno di abbandonare l'offensiva e ritirare le sue forze a nord del Piave. Goiginger inizialmente si rifiutò di cedere il territorio conquistato a fatica ma, su ordini reiterati, finì per sottomettersi. Soldati bosniaci, ungheresi e austriaci evacuarono il Montello e le ultime truppe si ritirano il 23 giugno, ponendo fine alla battaglia. Questa azione valse a Goiginger l'Ordine militare di Maria Teresa.

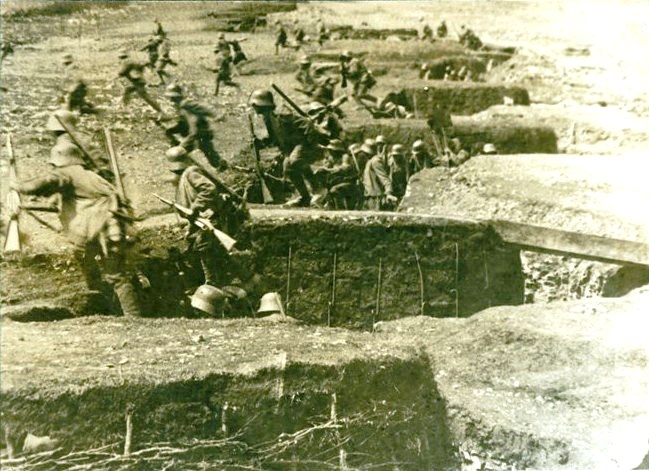
Truppe austro-ungariche all'assalto dell'Isonzo, 1915-1917 circa

Il 19 luglio venne nominato comandante delle truppe austro-ungariche sul fronte francese. Il XVIII Corpo comprendeva la 1ª, 35ª, 37ª Divisione e la 16ª Divisione di Landsturm, annessa al Gruppo d'armate Gallwitz. Dall'ottobre 1918 fu impegnato lungo la linea dell'Orne e subì pesanti perdite contro le forze di spedizione statunitensi. Il 3 novembre, con l'armistizio di Villa Giusti, l'Austria-Ungheria si ritirò dal conflitto. Il corpo austro-ungarico in Francia fu evacuato ad Arlon poi, il 10 novembre, verso Thionville. Le ultime truppe austro-ungariche lasciarono la Germania il 29 novembre, disperdendosi nei nuovi stati conseguenti allo scioglimento della monarchia asburgica.

### Famiglia e ultimi anni
Suo fratello maggiore, Heinrich Goiginger (1861-1927), durante la guerra raggiunse il grado di Feldzeugmeister (ufficiale di artiglieria anziano).
Ludwig Goiginger si ritirò dal servizio militare il 1º gennaio 1919 e si ritirò nella Repubblica dell'Austria tedesca, a Neustift, Graz, dove morì nel 1931.